# Выставочный переулок
Вы́ставочный переу́лок — улица в центре Москвы на Пресне между Краснопресненской набережной и 1-м Красногвардейским проездом. Проходит вдоль делового центра Москва-сити, отделяя его от главного корпуса Экспоцентра на Красной Пресне.

## Происхождение названия
Переулок был назван в 2007 году по Выставочному центру, расположенному рядом с Экспоцентром на Красной Пресне.

## Описание
Выставочный переулок начинается от Краснопресненской набережной напротив моста «Багратион» и проходит на север между Экспоцентром и деловым центром Москва-сити до 1-го Красногвардейского проезда.